# Alchorneopsis
Alchorneopsis, biljni rod iz porodice mlječikovki smješten u tribus Caryodendreae. Postoje dvije vrste raširene u tropskoj Americi.Jedna je portorikanski endem.

## Vrste
1. Alchorneopsis floribunda (Benth.) Müll.Arg.
2. Alchorneopsis portoricensis Urb.